# 1413 Roucarie
1413 Roucarie è un asteroide della fascia principale del diametro medio di circa 21,45 km. Scoperto nel 1937, presenta un'orbita caratterizzata da un semiasse maggiore pari a 3,0243639 UA e da un'eccentricità di 0,0598737, inclinata di 10,22159° rispetto all'eclittica.
È stato così intitolato in onore della madre dello scopritore.